# المعالم التاريخية
المعالم التاريخية منذ زمن بعيد والمعالم التاريخية تفسر على أنها أبنية، ومنشآت، ومواقع أثرية، ولكن تغير هذا المنظور مؤخرا نتيجة لكثرة الدراسات حول الإنسان والتنوع العرقي والخلفيات الاقتصادية لهم وعلاقاتهم بالموارد التاريخية. أطياف أوسع من أنواع الموارد يمكن ملاحظتها حالياً، وازداد الوعي بها أيضاً، مع احترام القيم المختلفة والمشاركة في المورد التاريخي. كلا العاملين ساهما في تطوير مفهوم أوسع ونظرة قدسية للبيئة التاريخية المحيطة وذلك من خلال استخدام المصطلح الجديد «المواقع الحضارية».

## المعلم
من المفيد والمهم جداً تصنيف أي معلمة تاريخية بعد اكتشافه. وهناك قاعدة معايير الموارد للتصنيف الأولي. يعتمد بعضها إلى التصنيف الأكثر تفصيلا والذي يعتمد على حالة ظهور العناصر المساهمة في أهمية المعلمة التاريخية. إلا أن القاعدة الرئيسية في تصنيف المعالم التاريخية اعتمدت خمسة أنواع أساسية تندرج ضمنها أغلب أنواع المعالم التاريخية المتواجدة:
1. المبنى Building: البناء مثل؛ البيوت، الحظائر، الكنائس، الفنادق، أو منشآت مشابهة خلقت أساسا كملجأ لأي نوع من النشاطات الإنسانية. «البناء» هو مصطلح قد يستخدم أيضا للتعبير عن الوحدات التاريخية أو الوظيفية المساندة، مثل؛ المحكمة والسجن، أو البيت والحظيرة.
2. المنشأ Structure: يستخدم هذا المصطلح لتمييز المنشآت عن الأبنية- المنشآت ذات الوظائف- والمنشآت صنعت غالبا لأهداف تختلف عن كونها ملجأ للإنسان ونشاطاته كالجسور والأقنية وغيرها.
3. الأشياء Objects: مصطلح «شيء» يستخدم عادة لتمييزها عن المنشآت والأبنية، ويعبر عن الهياكل التي غالبا ما تكون طبيعتها فنبة، صغيرة الحجم أو المقياس، أو بسيطة التشكيل. كما أنها قد تكون طبيعية أو مصممة، متحركة (منقولة), أو عنصر مساهم في تنظيم أو بيئة محددة.
4. الموقع Site: الموقع هو مكان حدث مميز، أو فعالية أو إشغال تاريخي أو ما قبل التاريخ. أو عبارة عن منشأ أو بناء إما يقف وحده ثابتا، أو تحول إلى أطلال أو بقايا، أو حتى اندثر وبقي موقعه بحد ذاته ذو قيمة تاريخية أو حضارية أو آثارية، ًًوبغض النظر عن قيمة أي منشأ آخر قائم ومجاور له.
5. المنطقة District: قد تمتلك المنطقة تميزاً مركزاً في ذاتها، أو تمثل رابطاً بين مواقع إشغال أو نشاط تاريخي، أو كاستمرارية لموقع هام، أبنية، منشآت، أو توحد بين عناصر تاريخية أو جمالية متناثرة من خلال المخطط أو التطوير الحسي الملموس.